# ボストン市消防局
ボストン市消防局（ボストンししょうぼうきょく、Boston Fire Department, 略称：BFD）は、アメリカ合衆国マサチューセッツ州のボストン市が設置する市消防機関である。 
消火活動の他、危険物処理や、技術的救助などの特異災害への対応も行う。ただし、救急活動についてはボストン市が設置する救急機関であるボストン市救急局の管轄となる。
ボストン市消防局は、米国で最初の常備消防部局として設立され、 約685,000人にサービスを提供するニューイングランド最大の市消防部局である。  ローガン国際空港を含む大ボストン都市圏の32の非法人化地域と消防相互応援協定を締結している。
ボストン周辺では、消防士はジェイクスと呼ばれることもある。

## 沿革

### 1631年-1678年
ボストン消防局の歴史は、市が設立されてから1年後、最初の消防条例が採択された1631年にさかのぼる。当時のイングランド王国のマサチューセッツ湾植民地では、市は茅葺き屋根と木製の煙突を禁止していた。しかし、水道管に圧力を供給するために直接ポンプ車が配備されたのは、1653年になってからだった。

### 1678年-1837年
1678年、ポストン市は米国で最初の常備消防を設立し、トーマス・アトキンスを最初の消防局長に任命した。 1711年2月1日、町は消防署のグループを任命し、それぞれが市の地域に割り当てられた消防車の運用と管理を担当した。ハーマン・メルヴィルの祖父であり曽祖父であるトマス・メルヴィルは1779年から1825年まで町の防火責任者を務め、アレン・メルヴィルは1733年から1761年まで初期の消防士を務めた。最初の革製消火ホースは、イギリスから輸入され1799年から使用された。 

### 1837年-1910年

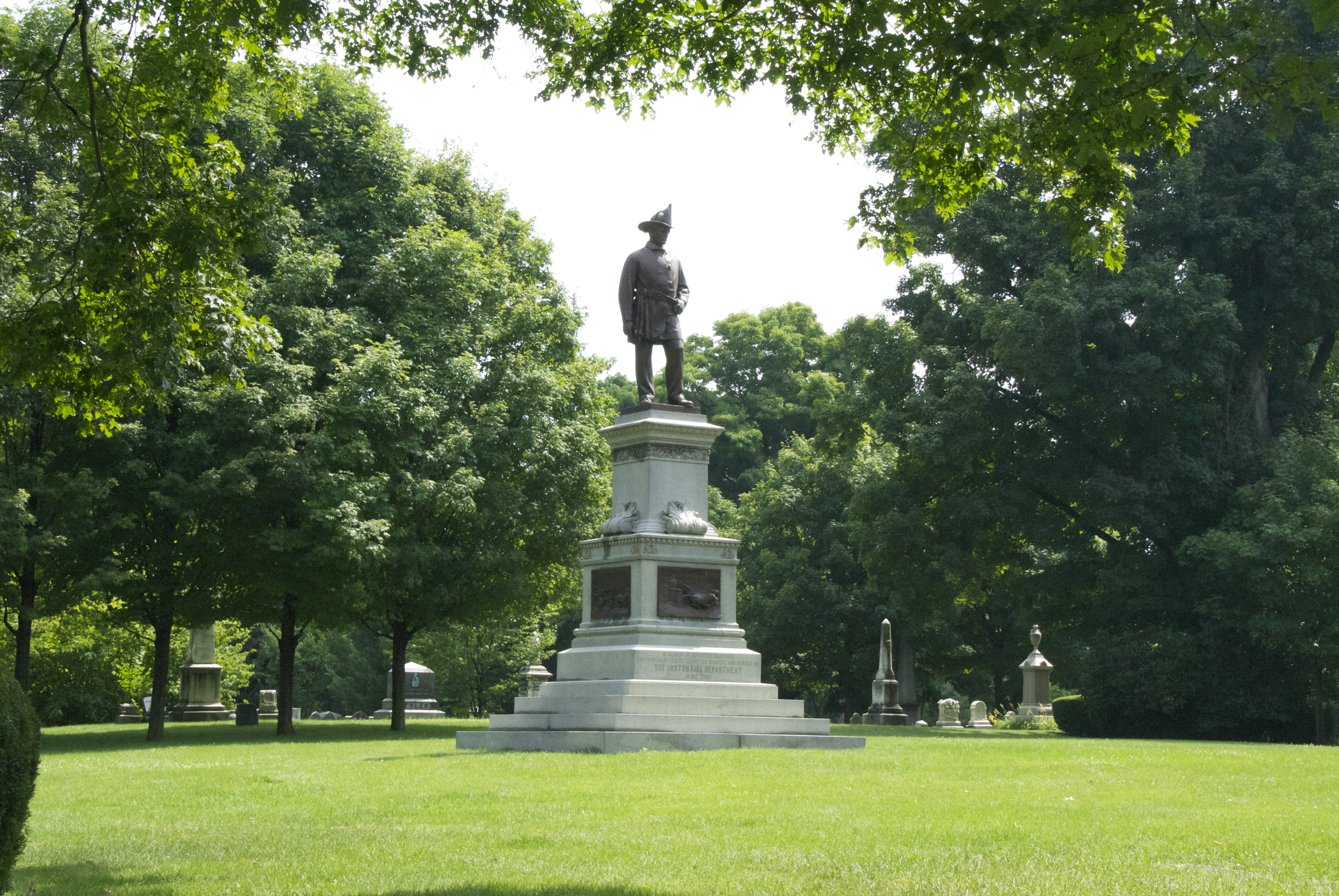
ジョンA.ウィルソンによる消防士の記念碑（ボストン）

1837年に消防局は最初の再編成を行い、運用可能なポンプ車の数は14台に減少した。 1858年12月31日時点で、消防局は14台手引き腕用ポンプ車、3台はしご車、6台の消火栓搬送車を保有していた。 1859年11月1日、第8ポンプ小隊に消防局で最初の蒸気ポンプ車が配備された。 1859年から1860年に行われた再編成により、14台の手引き腕用ポンプ車の内11台が蒸気エポンプ車に更新され、現在のボストン市消防局の原型となる。
ボストン市消防局は、1851年に電報による通報するシステムを世界で初めて確立させた。　　　最初の火災通報は、1852年4月29日に電報によって行われた。 1872年のボストン大火により、消防委員会が組織された。ボストン市消防局は、1908年のチェルシー大火と1914年のセーラム大火の消火活動を支援した。1873年には、最初の蒸気消防艇を配備し、1881年には消防署に滑り棒が取り付けられた。

### 装備の変更、1910年から現在
1910年7月29日、消防局は最初の消防自動車を配備した。 1914年から1923年まで、ボストンでは馬車ポンプ車と蒸気およびポンプ自動車が運用されていた。第24はしご小隊は、1923年に車両更新まで馬車を使用し続けた。  1925年に、最後の消防馬は引退した。 　1926年には、消防局最後の蒸気ポンプ車がポンプ自動車に更新された。1925年からは無線通信の運用を開始し、消防艇、チーフ、救助小隊に車載されて運用した。
1960年時点で、ボストン市消防局は48台のポンプ車、29台のはしご車、1台のレスキュー車、および2艇の消防艇を運用していた。
1970年代に、ボストン市消防局は他の消防機関を倣ってライムグリーン色の消防車を試験配備したが、1984年に従来の赤色に戻された。
1980年代初頭には、予算削減が大幅に削減された。ポンプ小隊は43隊から33台に減少、消防団は解散、はしご小隊は30隊から22隊となった。2隊の救助小隊の内の１つである第2救助隊も解散したが、1986年に再編成された。

### 2013年ボストン・マラソン爆発事件
ポストン市消防局は主要な対応機関として人命救助に当たった。
2013年6月13日に、スティーブ・アブライラ消防局長は一連の事件に対する消防局への批判のため辞任した。

## 組織
ボストン市消防局は6つ課で組織される。
警防課（Fire Suppression and rescue services）
消防局の主力である警防課はボストン市全域で消防と救助活動を行う。　警防課にはポンプ小隊やはしご小隊が所属する。
予防課（Fire Prevention）
予防課は、記録の管理、消防関連の許可、防火教育の実施、および防火対象物の査察を担当している。
教育課（Training）
この部門は、採用から引退まで消防士の育成を監督してる。また、技術や設備を改善するための研究を行い、配備前に新しい機材の評価を行う。
人事課（Personnel）
人事課は、各消防士の記録を保持し、他の機関と連絡を取り、不満、懲戒聴聞会、および上訴などに対応する。
危機管理課（Emergency Planning and Preparedness）
緊急事態管理課は1996年に設立され、市に災害時の対応計画、緊急事態管理局、および地域の緊急事態計画委員会を提供する。
特殊作業課（Special Operations Command）
特殊作業課は、都市型救助、 CBRNE /危険物処理、潜水救助、消防艇の運用など、救助活動のすべての分野をサポートすることを目的として2001年に設立された。救助小隊や危険物処理班はこの課に属する。

## ポストン市消防局が対応した主要な火災

### 1760年のボストン大火
ボストンの最初の大火は、1760年3月20日に349の建物を破壊した。

### 1872年のボストン大火
ボストンの2回目の大火は1872年11月9日に発生した。火災により776棟の建物が破壊され、13人が死亡し、7,500万ドルの物的損害が発生した。火災は、コネチカット州ニューヘブンとニューハンプシャー州マンチェスターからの消防相互応援協定を必要とした。

### ココナッツ・グローヴ火災
ココナッツ・グローヴ火災は1942年11月28日の午後10時15分、電気配線の短絡により、故障した冷凍ユニットから漏れるガスが発火し、火災が発生した。最終的に490人が死亡、166人が負傷した。 　この火災はシカゴで1903年に発生したイロコイ劇場火災の605人に次ぐ死者数となった。

### ヴァンドームホテル火災
1972年6月17日土曜日の午後2時35分、バックベイのコモンウェルスアベニューにあるホテルヴァンドームからの火災警報が確認された。 ボストン市消防局は第4出場として多数の隊員と車両を動員した。火災鎮圧までには3時間近くかかった。午後5時28分、鎮火確認作業中に、建物の南東部が崩壊した。 崩壊により9人の消防士が死亡した（トーマスJ.キャロル小隊長（第32ポンプ隊）、ジョンE.ハンバリー小隊長（第13はしご隊）、リチャードB.マギー消防士（第33ポンプ隊）、ジョセフF.ブーシェ消防士（第22ポンプ隊）、ポールJ.マーフィー消防士（第32ポンプ隊）、ジョンE.ジェイムソン消防士（第22ポンプ隊）、チャールズE.ドラン消防士（第13はしご隊）、ジョセフP.サニウク消防士（第13はしご隊）、トーマスW.ベックウィズ消防士（第32ポンプ隊））その他にも8人の消防士が負傷した。この火災はボストン市消防局の歴史の中で最悪の悲劇であり、米国の消防の歴史の中でも殉職者の多い火災の1つである。

### ビーコンストリート火災
2014年3月26日の午後、ポストン市消防局はボストンのバックベイにあるビーコンストリートブラウンストーンでの火災に対応した。　最初の小隊が到着した時点で建物から煙がでてきることが確認された。消防隊が建物に検索のため進入したが、その直後第33ポンプ隊の隊員らが地下室に閉じ込められた。消防局は第9出場として、多数の隊員と車両を動員した。最終的に第33ポンプ隊のエドワードウォルシュ小隊長と第15はしご隊のマイケルケネディ消防士の2人が死亡し、18人が負傷した。